# Contract for Life: The S.A.D.D. Story
Contract for Life: The S.A.D.D. Story is de tweede aflevering van het tweede seizoen van het televisieprogramma CBS Schoolbreak Special, die voor het eerst werd uitgezonden op 11 december 1984. De aflevering werd genomineerd voor de Humanitas Prize en Young Artist Awards.

## Plot
De aflevering vertelt het waargebeurde verhaal van Bob Anastas, een coach die op een school werkt bij een hockeyteam, die de dood van twee teamspelers, die overlijden als gevolg van een auto-ongeluk, moeilijk kan verwerken. Om die reden richt hij de Students Against Drunk Driving op, een organisatie die tieners ervoor behoedt om te rijden onder invloed.

## Cast
- Stephen Macht - Bob Anastas
- Timothy Gibbs - Jimmy Matthews
- William Zabka - Rick Peterson
- Robert Chestnut - David Shaw
- Charles Vally - J.D.
- David Glasser - Mark Anastas
- Nicky Katt - Jeff Anastas
- Linda Henning - Carol Anastas